# 王天瑞
王天瑞（？—1641年），宣府都司左卫籍，明朝外戚。

## 生平
王天瑞的父亲王道亨是明光宗母孝靖皇太后的哥哥，王天瑞是孝靖太后的侄子，《明史》误作父亲和弟弟。
明光宗即位封王天瑞为永宁伯。天启二年（1622年），郑贵妃侄子郑养性被家奴张应登诬告勾结塞外。永宁伯王天瑞，讨厌郑贵妃家族，与弟锦衣王天麟弹劾养性不轨。刑部右侍郎白瑜、都御史赵南星、大理卿陈于廷调查郑养性是被诬告，请以家奴诬告罪，郑养性离京。崇禎十四年（1641年），王天瑞卒。其子王長錫袭爵。

## 祖父
王朝寀，孝靖太后的父亲。原任锦衣卫百户，赠明威将军指挥佥事。母葛氏，封太恭人